# Kommunisten-Quiz-Sketch
Der „Kommunisten-Quiz-Sketch“, auch als „World Forum“ bekannt, ist ein Sketch der britischen Komikergruppe Monty Python. Er existiert in zwei geringfügig unterschiedlichen Versionen. Die erste entstammt der 12. Episode der zweiten Staffel ihres Fernsehprogramms Monty Python’s Flying Circus von 1970, die zweite ist Teil des Bühnenprogramms Monty Python Live at the Hollywood Bowl aus dem Jahre 1982.

## Inhalt

### Flying-Circus-Version
Der Sketch beginnt in der Aufmachung einer politischen Talkshow namens „World Forum“. Der Moderator (Eric Idle) erklärt einleitend, dass es sich um einen einmaligen Höhepunkt der Fernsehgeschichte handelt, denn man sei hoch geehrt an diesem Abend die im Folgenden durch ihn vorgestellten Gäste begrüßen zu können: Karl Marx (Terry Jones), Wladimir Iljitsch Uljanow alias Lenin (Michael Palin), Che Guevara und Mao Zedong.
Vollkommen unvermittelt stellt der Moderator dann die erste Frage an Marx: „Welche englische Fußballmannschaft trägt den Spitznamen „The Hammers“?“. Der verwirrte Marx kann nicht antworten und so geht die nächste Frage an Che: „In welchem Jahr konnte Coventry City das letzte mal den FA Cup gewinnen?“ Diese Frage kann nicht beantwortet werden, selbst als der Quizmaster sie für alle freigibt, was ihn jedoch, wie er danach zugesteht, nicht verwundert, da es sich um eine Fangfrage handele: Coventry City hat den FA Cup noch nie gewonnen! Damit endet die erste Runde unentschieden, denn niemand konnte Punkte machen, die zweite Runde beginnt nun mit einer Zehn-Punkte-Frage an Lenin, der den Titel des Liedes, mit dem Pearl Carr & Teddy Johnson am Song Contest '59 teilgenommen haben, nennen soll. Lenin kann nicht antworten, doch Mao betätigt seinen Buzzer und kennt die Antwort: „Sing little Birdie“. Das bringt ihm 10 Punkte ein.
Dennoch geht es nun weiter mit einer Spezialrunde, in der Marx eine Wohnzimmereinrichtung gewinnen kann. Seine Siegeschancen scheinen nicht schlecht, denn die Fragen werden diesmal zu seinem selbst gewählten Spezialgebiet, der Arbeiterbewegung, gestellt. Die ersten beiden Fragen nach der Bourgeoisie und dem Klassenkampf kann Marx leicht beantworten. Nun ist er sichtlich zufrieden und muss, um zu siegen, nur noch die letzte Frage beantworten: „Wer gewann das Cup-Finale von 1949?“ Marx bringt stotternd einige Parolen des Klassenkampfes hervor, doch er hat verloren, denn es waren die Wolverhampton Wanderers. Der Sketch endet mit der Ankündigung für die nächste Woche, in der „Vier Staatschefs aus Afrika und Asien gegen die Bristol Rovers“ antreten.

### Hollywood-Bowl-Version
Die Version aus Monty Python Live at the Hollywood Bowl weist einige kleine Unterschiede auf, die zum Teil durch die Begrenzungen der Bühnenshow bedingt sind, zum Teil eine Anpassung an das amerikanische Publikum sind. Terry Jones spielt Marx, John Cleese Lenin, Michael Palin Guevara und Terry Gilliam den im Flying Circus noch von einem nicht zur Stammbesetzung gehörenden Chinesen gespielten Mao, der Moderator ist wieder Eric Idle. Die ersten zwei Fragen sind identisch, dann geht die 10-$-Fragen an Lenin, die diesmal jedoch nach Jerry Lee Lewis größtem Hit fragt. Wieder kommt die Antwort von Mao: „Great Balls of Fire!“ Die Spezialrunde für Marx ist im Text identisch, Marx reagiert auf seine Niederlage jedoch mit einem enttäuschten „Oh, shit!“. Er bekommt einen Teddybären zugeworfen und wird dann vom Moderator von der Bühne gedrängt, der noch hinzufügt, dass niemand seine Show mit leeren Händen verlasse, deswegen würde man Marx die Hände abschneiden.